# アコール言語学校
アコール言語学校（アコールげんごがっこう、フランス語: Accord École de langues）は、1988年にパリに創立されたフランスの高等教育学院である。外国人学生向けにフランス語教育を行い、毎年およそ50の国々から5000人以上の学生が集まる。フランス国民教育省からQualité français langue étrangèreを授与されており、5つの評定項目（学生招待、教育施設、教師チーム、課程設置、学校管理）全てで最も多い星を獲得している。校長はFrançois Pfeiffer。
Grands Boulevardsと呼ばれる大通りに位置し、校舎は典型的なパリ様式の建築である。Grands Boulevardsはかつての城壁の跡で、長らくBoulevard du Crime（犯罪通りの意）の愛称で呼ばれ、劇団やパブや食堂が立ち並んでいたが、19世紀にジョルジュ・オスマンによって現在の姿に刷新された（パリ改造）。
学校の主な目的は、社会生活で直面する様々な状況や制約に触れさせることと、既に母語で習得しているコミュニケーション能力をフランス語に移すための学習戦略を伸ばすことである。文法知識に関しては、ゲームやシミュレーション、対話形式の活動、様々なコミュニケーション場面を通じた多様な演習によってアプローチしていく。